# Pseudochazara alpina
Pseudochazara alpina är en fjärilsart som beskrevs av Otto Staudinger 1881. Pseudochazara alpina ingår i släktet Pseudochazara och familjen praktfjärilar. Inga underarter finns listade i Catalogue of Life.